# Stazione di Kairakuen
La stazione di Kairakuen (偕楽園駅?, Kairakuen-eki) è una fermata ferroviaria di Mito, città della prefettura di Ibaraki e servita dalla linea Jōban della JR East.
La fermata non è aperta tutti i giorni dell'anno, ma solamente durante il Festival dei pruni in fiore del parco del Kairakuen, situato direttamente a fianco della stazione.

## Linee
JR East
■ Linea Jōban
■ Linea Mito (servizi diretti sulla linea Jōban)

## Struttura
La stazione è dotata di un marciapiede laterale con un solo binario servito da servizi viaggiatori, in entrambe le direzioni. Non è presente alcun fabbricato viaggiatori.

## Stazioni adiacenti
| «           | Servizio    | »           |
| Linea Jōban | Linea Jōban | Linea Jōban |
| Linea Mito  | Linea Mito  | Linea Mito  |
| ----------- | ----------- | ----------- |
| Akatsuka    | Locale      | Mito        |